# Eupatrides brunneri
Eupatrides brunneri är en insektsart som beskrevs av Willemse, C. 1935. Eupatrides brunneri ingår i släktet Eupatrides och familjen Chorotypidae. Inga underarter finns listade i Catalogue of Life.